# Haunted House
Haunted House – trzeci minialbum australijskiej grupy muzycznej Knife Party, tworzącej muzykę z pogranicza gatunków electro house i dubstep. Został zapowiedziany na ich oficjalnym profilu na Twitterze 8 sierpnia 2012 roku i był wydany 6 maja 2013 roku.

## Lista utworów
1. "Power Glove" - 4:21
2. "LRAD" - 5:15
3. "EDM Death Machine" - 4:23
4. "Internet Friends" VIP - 5:00